# Leschenaultia leucophrys
Leschenaultia leucophrys är en tvåvingeart som först beskrevs av Christian Rudolph Wilhelm Wiedemann 1830.  Leschenaultia leucophrys ingår i släktet Leschenaultia och familjen parasitflugor. Inga underarter finns listade i Catalogue of Life.